# Rhynchitomacer fuscus
Rhynchitomacer fuscus is een keversoort uit de familie bastaardsnuitkevers (Nemonychidae). De wetenschappelijke naam van de soort werd in 1954 gepubliceerd door Guillermo Kuschel.